# رومان ويل
رومان ويل (بالتشيكية: Roman Will)‏ هو لاعب هوكي الجليد تشيكي، ولد في 22 مايو 1992 في ليتوميريتسه في التشيك.

## وصلات خارجية
- رومان ويل على موقع دوري الهوكي الوطني (الإنجليزية)
- رومان ويل على موقع دوري الهوكي للقارات (الإنجليزية)
- رومان ويل على موقع EliteProspects.com (الإنجليزية)
- رومان ويل على موقع HockeyDB.com (الإنجليزية)
- رومان ويل على موقع Hockey-Reference.com (الإنجليزية)
- رومان ويل على موقع أوليمبيديا (الإنجليزية)
- رومان ويل على موقع اللجنة الأولمبية التشيكية (التشيكية)